# Basílica y convento de Santo Domingo

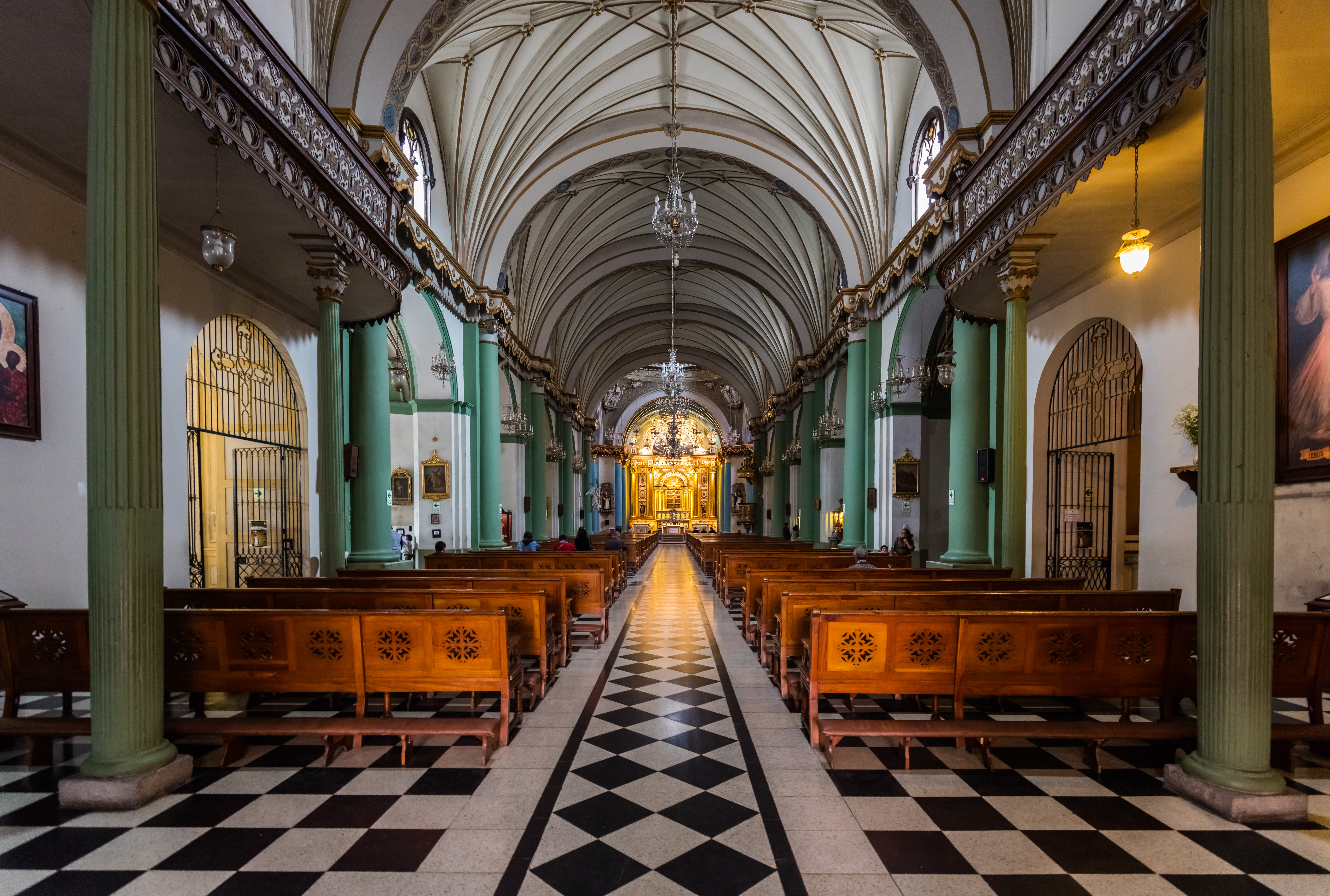
Vista general del interior.

La Basílica Menor y Convento Máximo de Nuestra Señora del Rosario conocido popularmente como Santo Domingo, de la ciudad de Lima, capital del Perú, es un conjunto arquitectónico de edificios religiosos bajo la advocación de Nuestra Señora del Rosario y se encuentra en el cruce de la primera cuadra del jirón Camaná (calle Pescante) con la segunda cuadra del jirón Conde de Superunda (calle Veracruz), en el centro histórico de Lima. La Basílica y Convento de Santo Domingo es célebre porque en su histórica sala capitular comenzó a funcionar en el siglo XVI la Universidad de San Marcos, oficialmente la primera universidad peruana y la más antigua de América. Además, también por albergar los restos de los dos santos peruanos más conocidos: Santa Rosa de Lima y San Martín de Porres.

## La iglesia

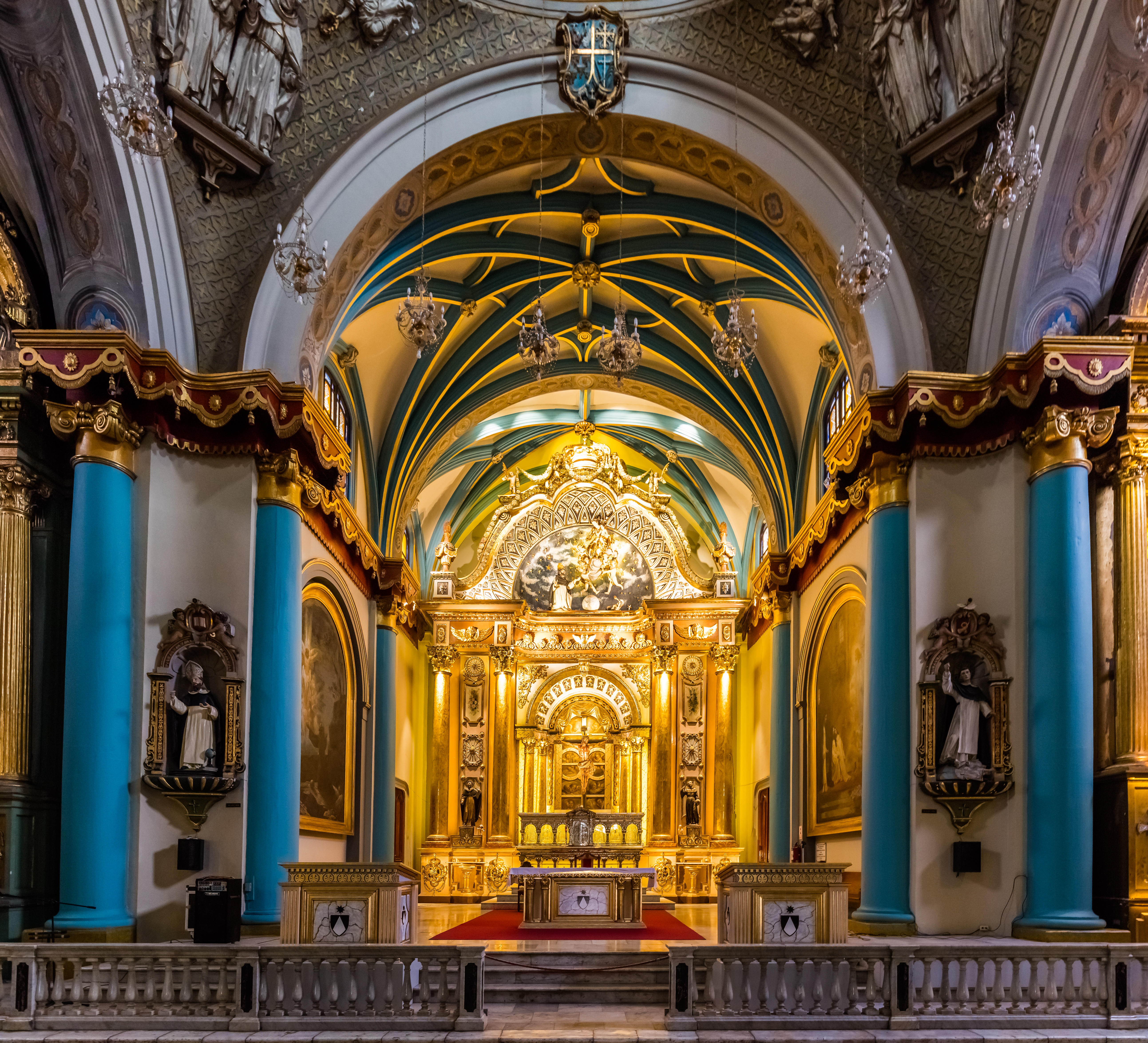
Altar mayor

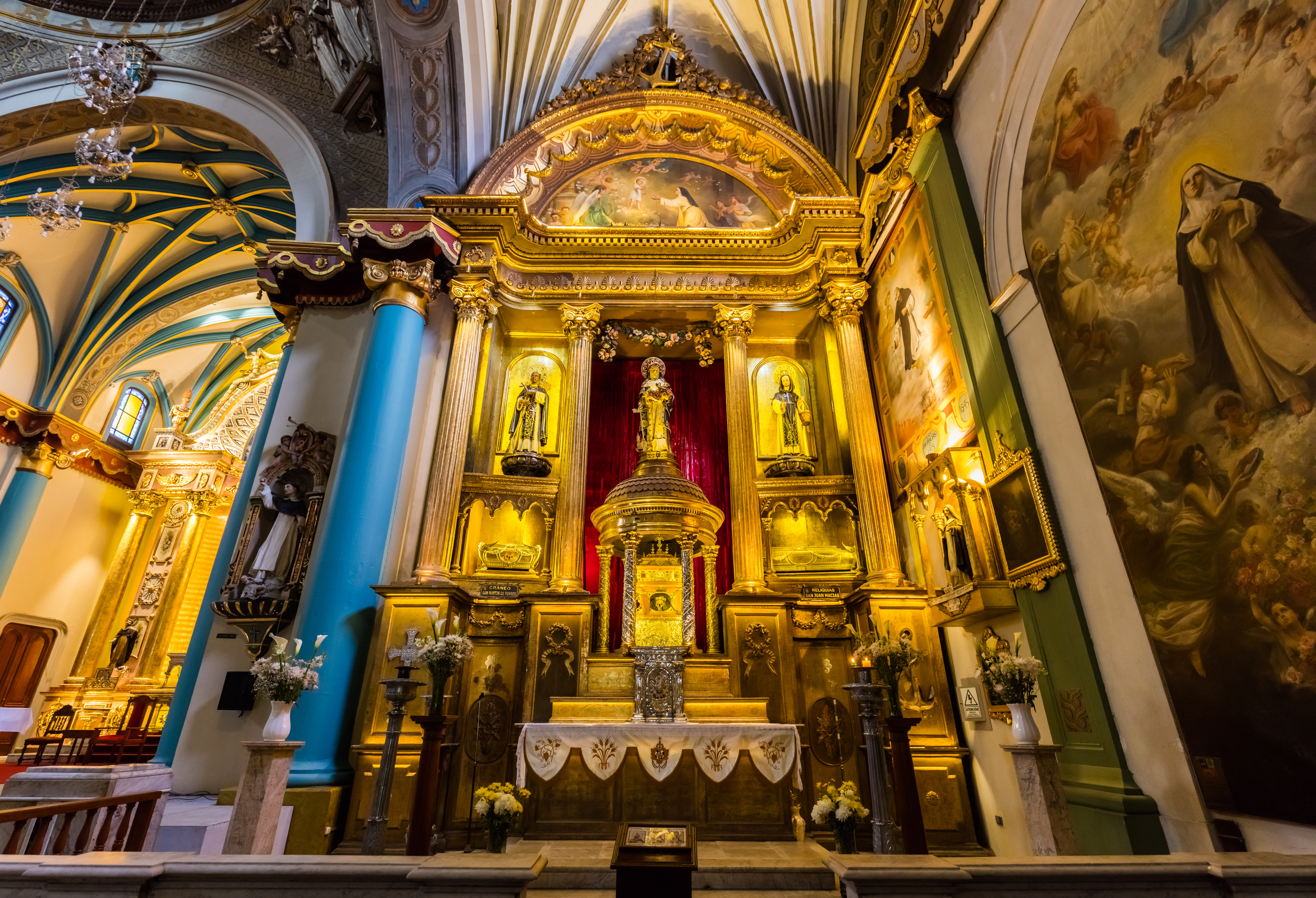
Nave lateral donde descansan los restos de Santa Rosa de Lima, San Martín de Porres y San Juan Macías.

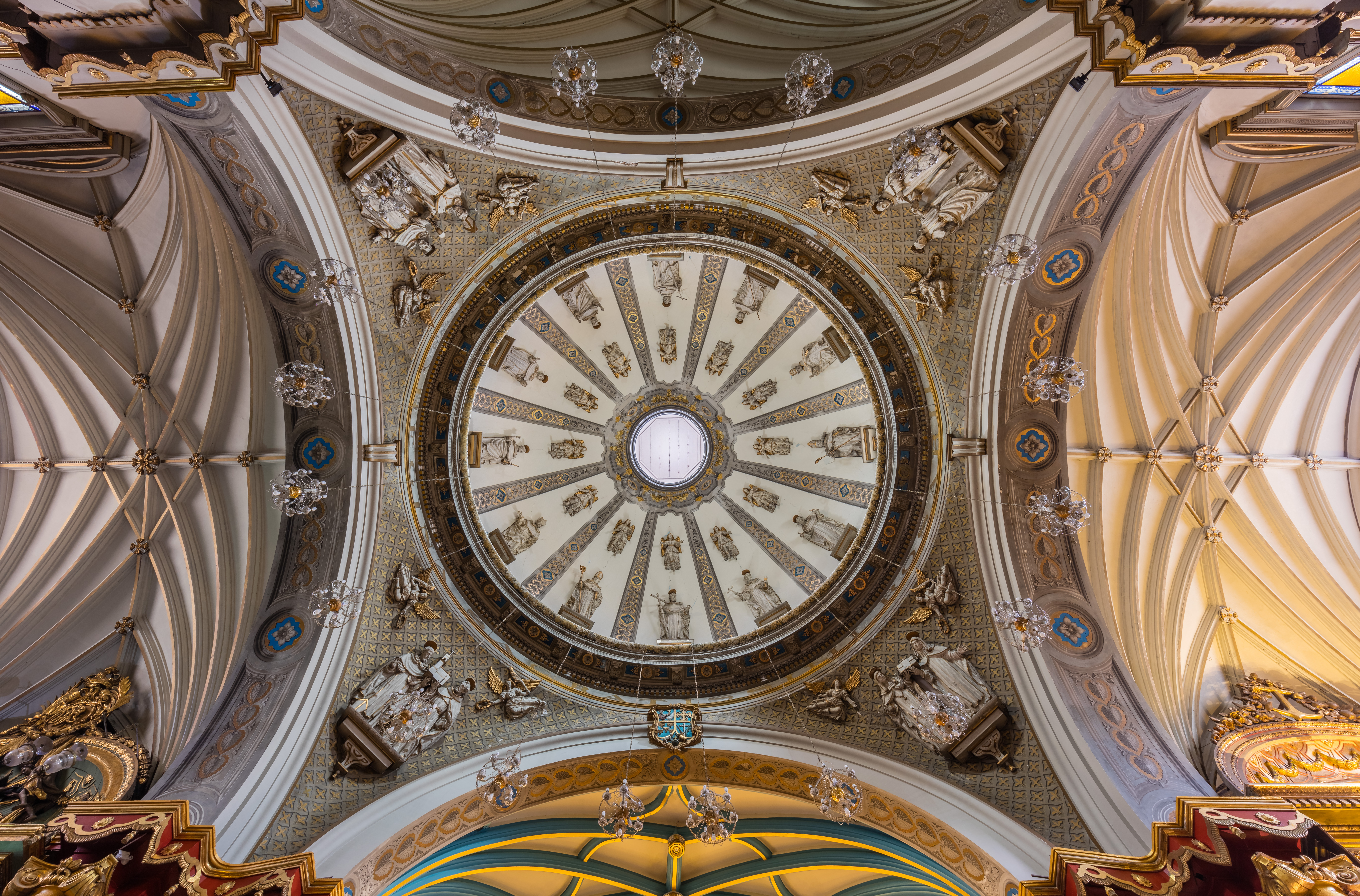
Vista interior de la cúpula del templo.

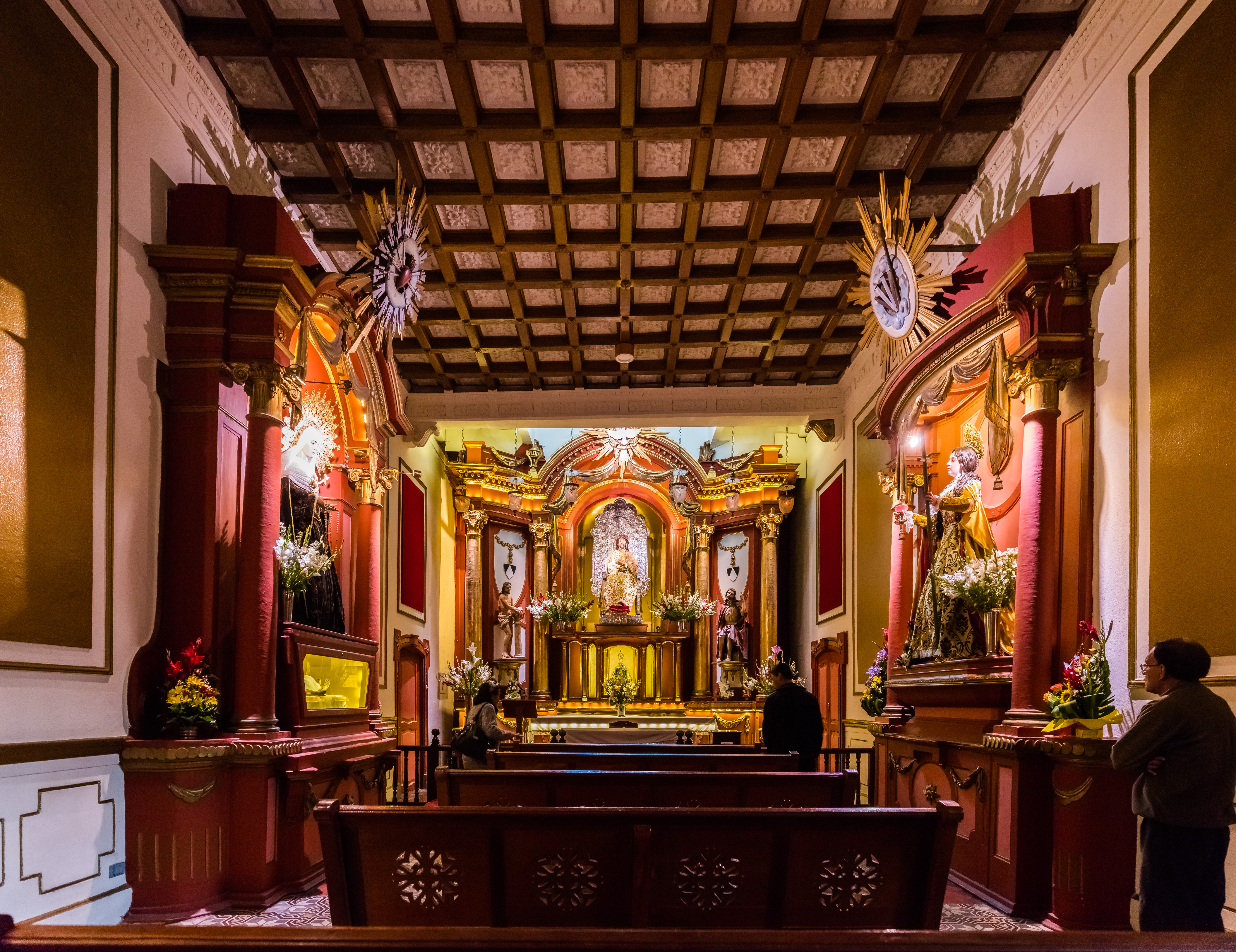
Capilla.

### Exterior
El exterior de la iglesia se encontraba cubierto originalmente por almohadillado, tal como se puede apreciar aún en la base del campanario. Una portada primitiva, de dos cuerpos y tres calles, fue labrada en la segunda mitad del siglo XVII. En años posteriores se levantaría una nueva portada a causa de los sismos que destruyeron la iglesia.
El aspecto actual de la iglesia se debe en buena medida a los trabajos de reconstrucción tras el terremoto de 1940, que supusieron la aplicación de cemento en las paredes y la restauración de la portada, que como la fachada de la iglesia, había sido modificada en la segunda mitad del siglo XIX cuando las paredes del templo fueron recubiertas con un acabado de ladrillo.

#### Campanario de la iglesia

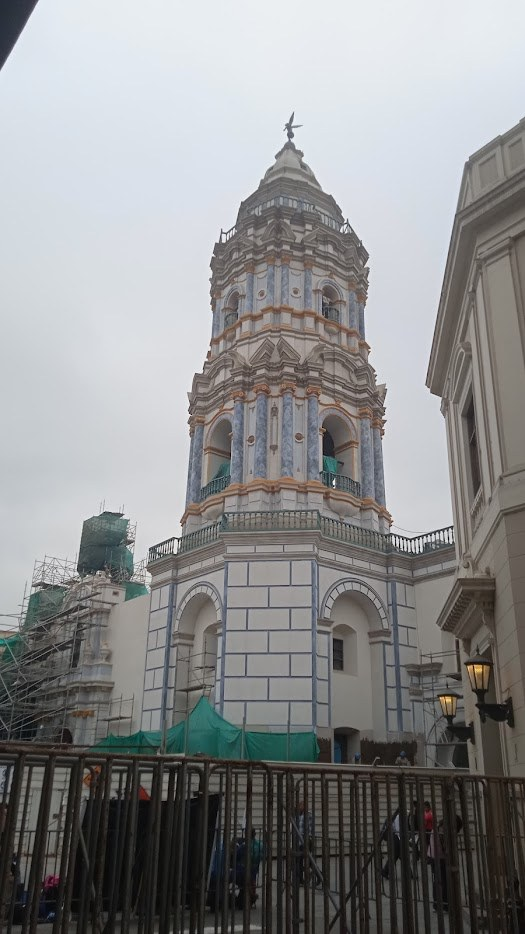
Campanario.

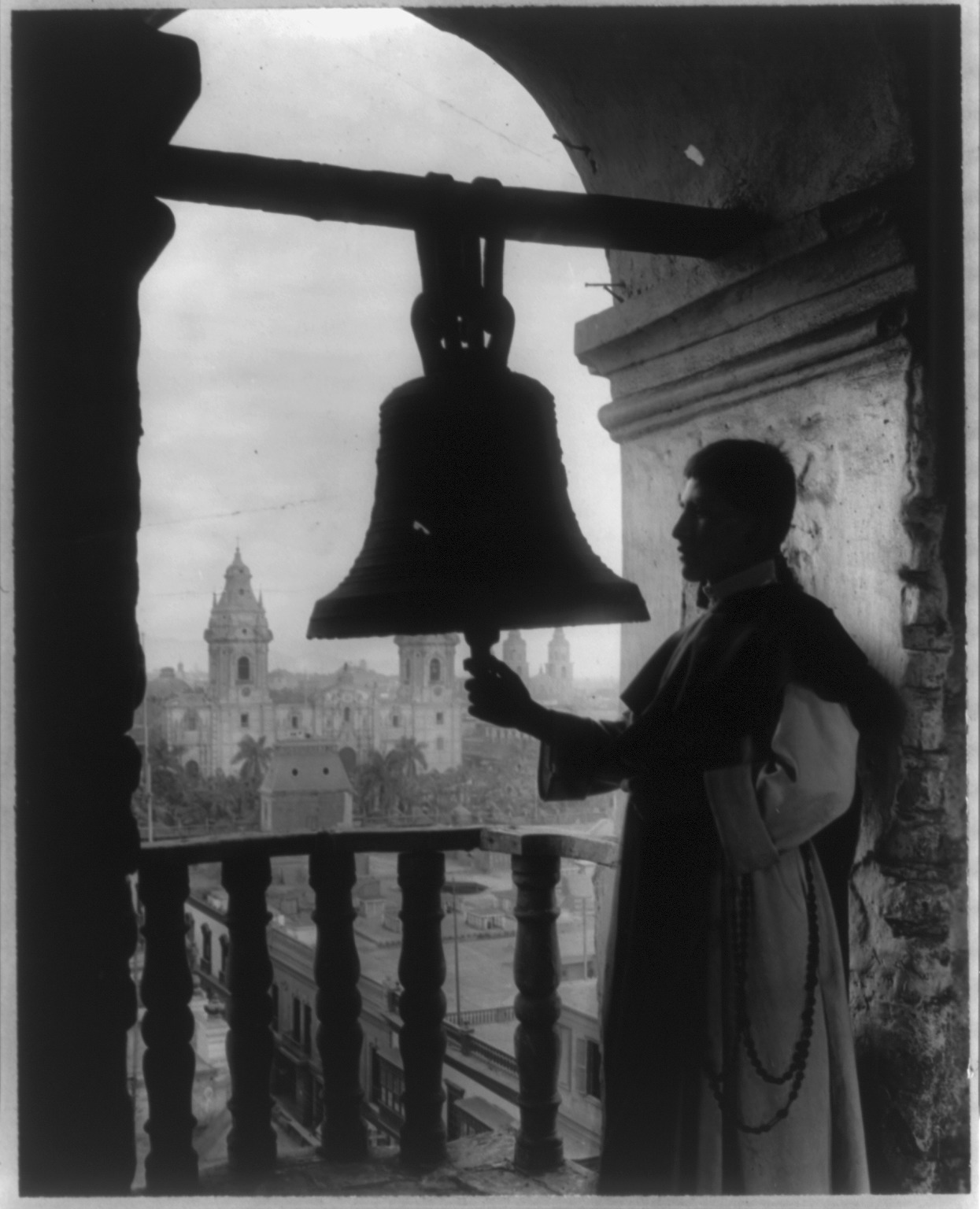
Un monje sosteniendo badajo de campana en el campanario de la Basílica de Santo Domingo, circa.(1923).

El primer campanario de la iglesia, de estilo barroco y de tres cuerpos, fue diseñado junto con la iglesia por el alarife Diego Maroto en la segunda mitad del siglo XVII, y se destruyó durante el terremoto del 28 de octubre de 1746.
La actual torre fue concebida y diseñada por el Virrey Manuel Amat y Juniet en 1766 en el estilo rococó, siendo en la parte baja de forma octogonal. Está dividida en un cuerpo inferior y dos cuerpos altos con pequeños balcones sobre ménsulas. En la cúspide se sitúa la escultura de una figura sosteniendo una trompeta, representando al ángel que anuncia el Juicio Final. La altura total es de 46 metros, y se considera uno de los elementos más característicos del conjunto religioso. La base de la torre aún conserva el almohadillado que una vez recubrió la fachada de la iglesia.

### Descripción de su interior
La iglesia está dividida en una nave principal cubierta por falsa bóveda de crucería y dos naves laterales de capillas interconectadas y cupulines, en las cuales también está la portada lateral de la iglesia, el acceso a la torre y, al lado de la epístola, una entrada al claustro principal del convento. 

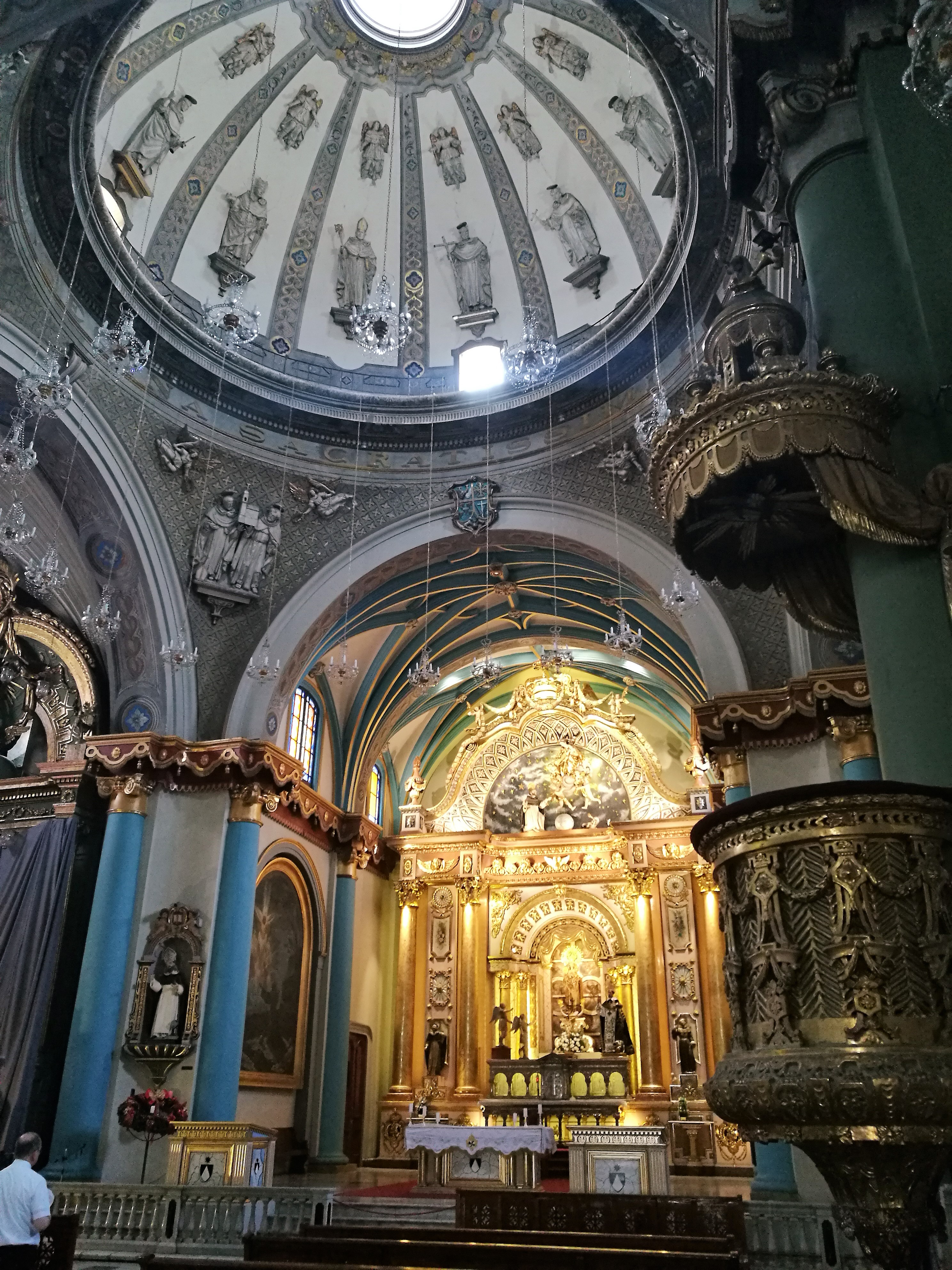
Altar y ábside de la iglesia de Santo Domingo.

La nave principal posee una entrada adicional a los pies antecedida por el nártex (espacio donde se daba instrucción religiosa a los indígenas o a los que no estaban bautizados), sobre el cual se encuentra el coro alto de la iglesia.

#### Coro
En el coro de la iglesia se encuentra la que es considerada la sillería más antigua del país. Trabajada totalmente en madera de cedro traída de Nicaragua, es de estilo Renacentista, con elementos manieristas.
Tiene dos juegos de sillería: el del primer nivel fue esculpido contemporáneamente, con el diseño basado en el antiguo. Los originales están en la parte posterior, teniendo en el respaldo tallas de santos y otros personajes bíblicos. En la parte central de la sillería se encuentra el asiento principal del Prior del convento, con tallas de Santo Domingo de Guzmán y San Francisco de Asis fundadores de Los Dominicos y Los Franciscanos, respectivamente. La sillería del coro fue tallada por varios artistas entre los que cabría destacar a Juan Martínez de Arrona.

### Nave
Como se mencionó anteriormente, el recinto está formado por tres naves, de las cuales las laterales se encuentran compuestas por capillas en las que se ubican varios retablos. Por la portada lateral de izquierda a derecha encontramos los siguientes retablos o altares: Al lado del Evangelio, los retablos de San Jacinto de Polonia, San José, Santo Domingo de Guzmán y Nuestra Señora del Rosario; y en el lado de la Epístola aquellos de los Santos Peruanos, las Áminas, Santo Tomás de Aquino, el Sagrado Corazón de Jesús, Capilla del Señor de la Justicia y la Capilla de la Cofradía del Rosario.
El más importante es el Altar de los Santos Peruanos, de estilo neoclásico, ubicado en el transepto derecho de la iglesia. En el centro se halla la imagen de Santa Rosa de Lima, al lado izquierdo esta San Martín de Porres y a la derecha San Juan Macías, que a pesar de haber nacido en la península ibérica, es considerado peruano porque desarrollo su vida religiosa en Lima. En la parte inferior de estas imágenes se encuentran relicarios en donde reposan los restos de cada santo mencionado anteriormente. En la zona inferior del altar se encuentra una escultura de Santa Rosa de Lima, realizada por el artista maltés Melchor Caffá en 1665, por encargo del Papa Clemente IX para obsequiarla a los padres Domínicos por su beatificación.
En el transepto izquierdo se encuentra el retablo dedicado a la Patrona de Lima y titular del Templo, Nuestra Señora del Rosario. De estilo neoclásico, conserva en su hornacina principal la efigie de esta advocación "que fue la primera de este Reyno". Según la tradición fue obsequiada a Lima por el Rey Carlos I de España y V de Alemania. Fue objeto de especial veneración por Rosa de Lima y Martín de Porres, entre otros, y fue coronada solemnemente el año 1927.

#### Presbiterio
El altar es de estilo neoclásico con decoración en turquesa y oro.

## El Convento

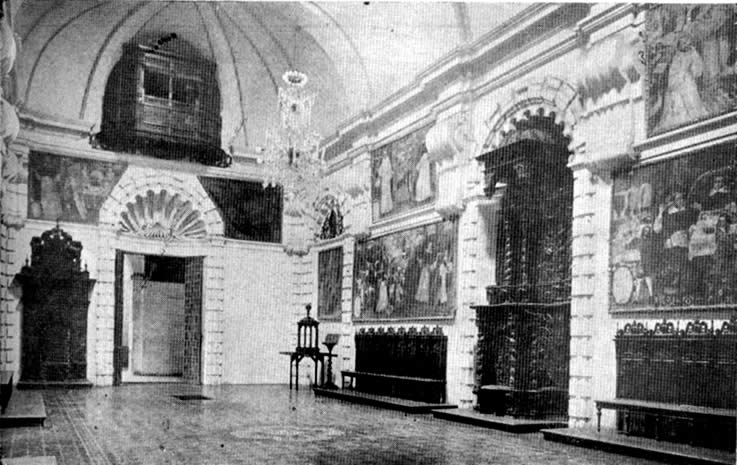
Sala capitular a inicios del.

### Sala Capitular o General
Se le llama Capitular porque se reunían todos los frayles por capítulos con la finalidad de elegir a sus autoridades y resolver sus problemas. Fue en la primitiva sala capitular en donde, en el año 1551, se inauguró la Universidad Nacional Mayor de San Marcos. El espacio existente en la actualidad fue realizado en el siglo XVIII. Su tribuna existente o cátedra fue usada en el siglo XVII para dictar clases o para sustentar tesis, hecha al estilo barroco, tiene columnas salomónicas, presenta un cuadro de Santo Tomás de Aquino, al frente se encuentra un pequeño altar donde se venera el Cristo de la agonía, ante la cual se extasiaba San Martín y abrazado al cual se le vio.

### Sala de Visitas
Aquí los padres reciben a sus autoridades y familiares. Lo hermoso de esta sala es su artesonado en estilo mudéjar de 1580, con tres mil piezas a presión sin clavos. En este lugar se compuso las notas musicales del Himno Nacional del Perú por José Bernardo Alcedo.

### Claustro Principal

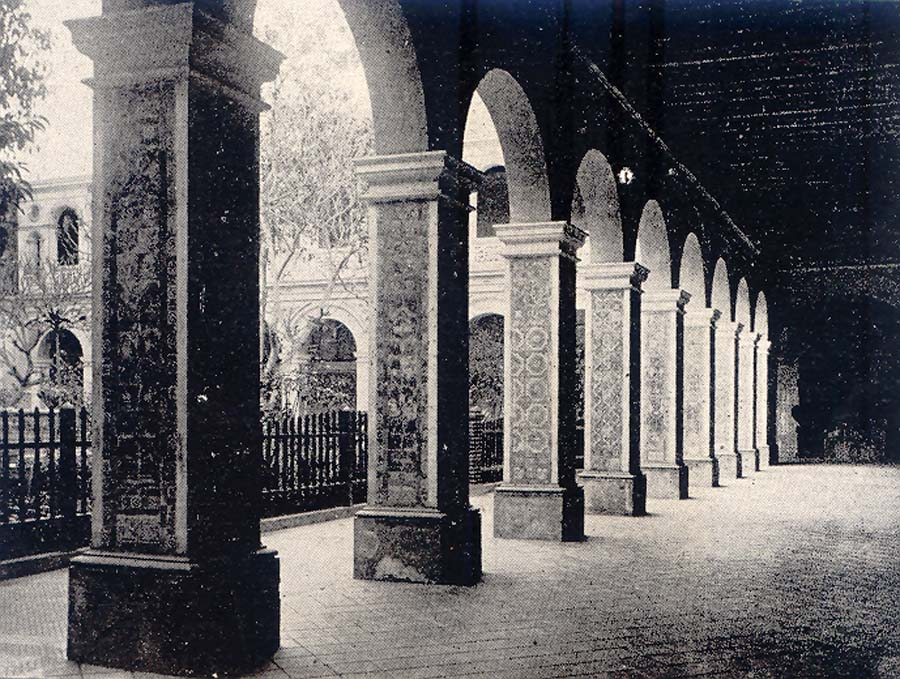
Claustro de la Iglesia de Santo Domingo el cual muestra azulejos en las paredes y columnas

Compuesto por cuatro galerías, decoradas con azulejos sevillanos que datan de los años 1604 y 1606, obra del taller Hernando de Valladares; las pinturas que presentan pasajes de la vida de Santo Domingo de Guzmán, fundador de la orden dominica, fueron contratadas en 1608 por el provincial de la Orden de Santo Domingo en Perú con los sevillanos Miguel Güelles, discípulo de Juan de Uceda y su colaborador, Domingo Carro. En cada esquina de este claustro se observa un retablo con representaciones bíblicas. 

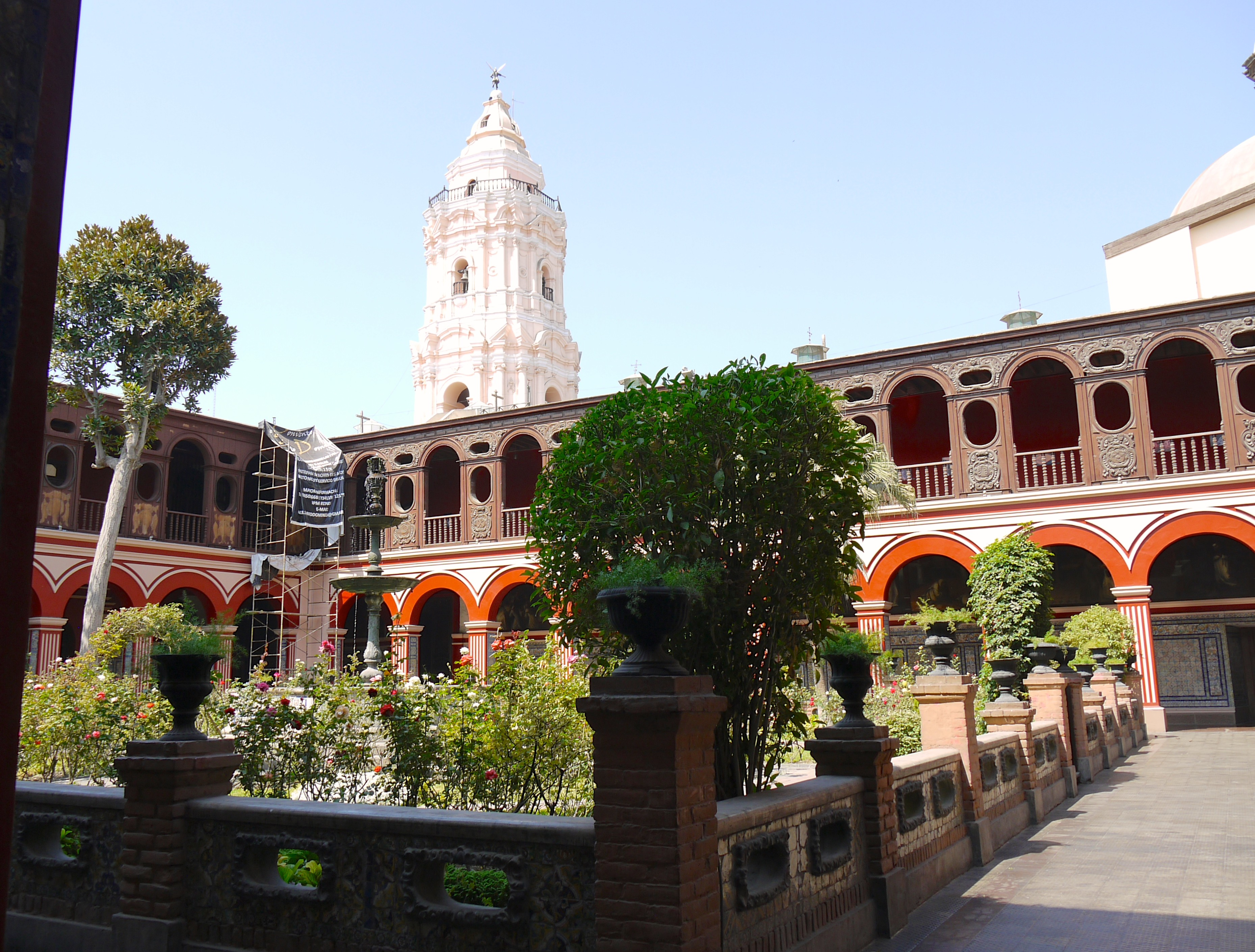
El gran claustro del convento de Santo Domingo y el campanario de la basílica.

Los techos de estas galerías son de cedro de Nicaragua, tallados al estilo mudéjar; también destaca en este claustro la presencia de una pileta de bronce, mandada a construir por los domínicos, muy famosa por ser donde San Martín de Porres, según el escritor Ricardo Palma, lavó el pan de azúcar rubia convirtiéndola en blanca.

### La Biblioteca

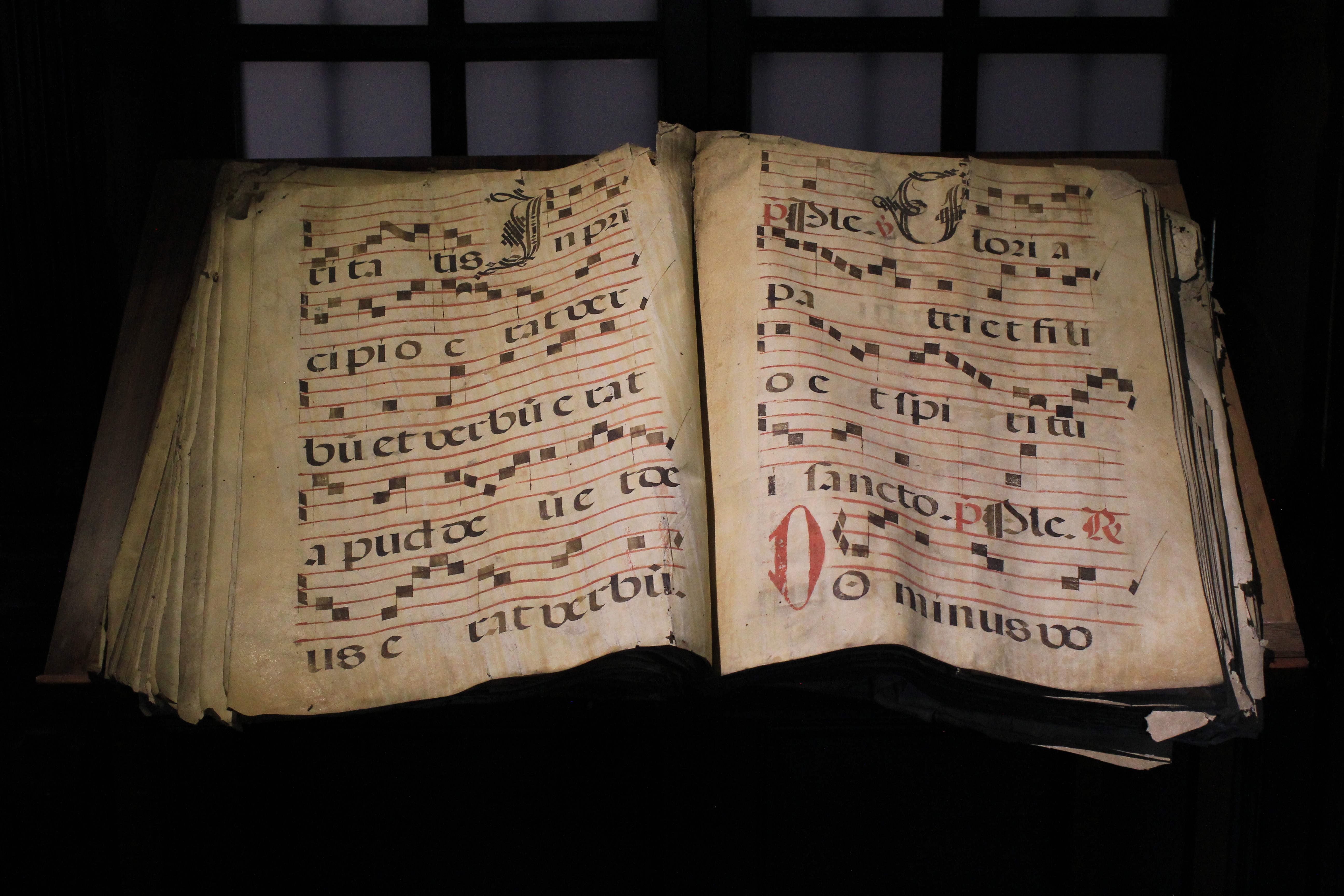
En el se encuentran miles de libros valiosos de los antiguos dominicos durante la historia virreinal.

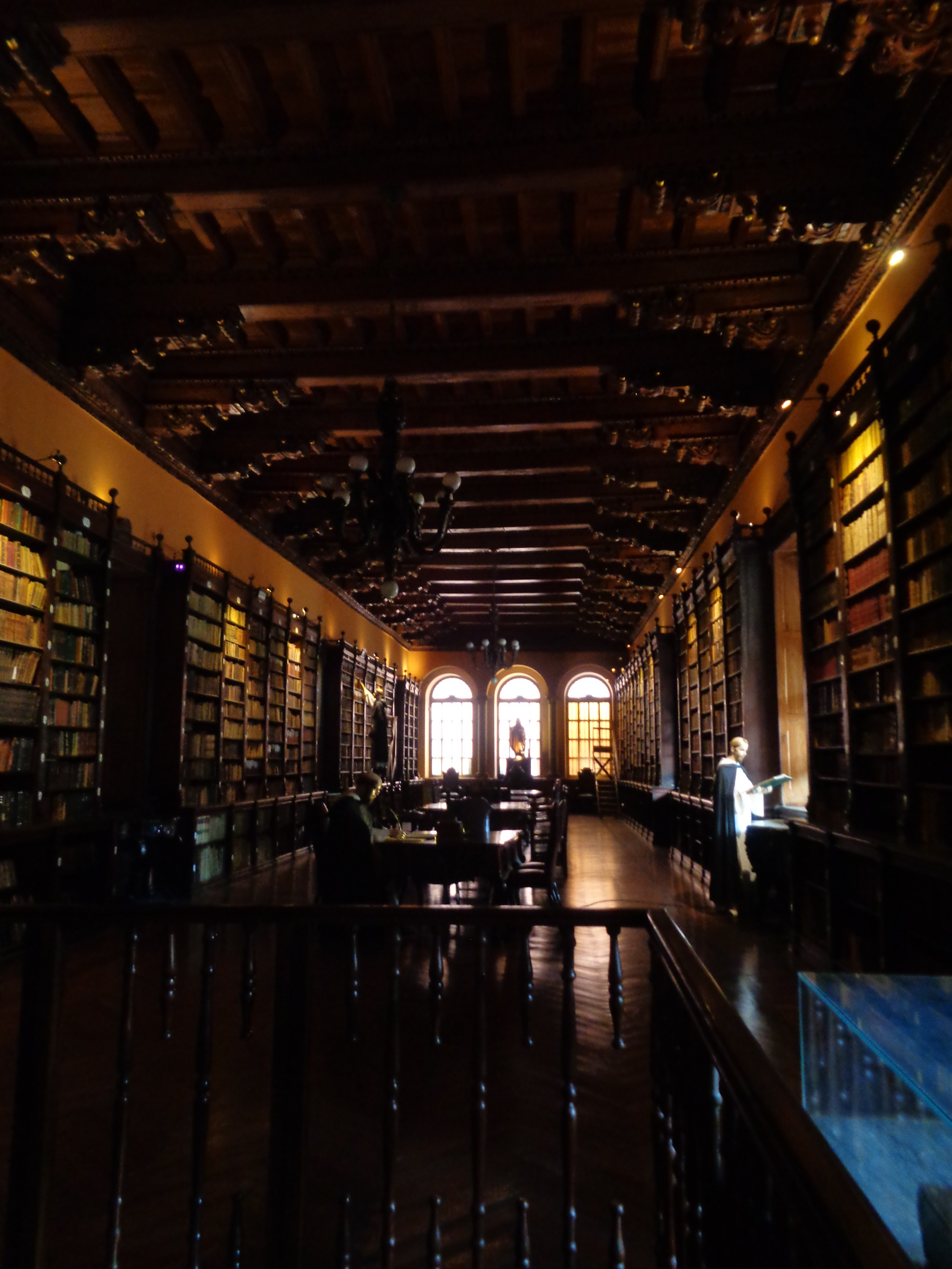
La importante biblioteca y uno de sus libros incunables.

Uno de los recintos más dignos de visitar es la biblioteca, no solo por el valor de las obras, sino por el artesonado de su techo. En su poder se hallan los libros más antiguos que usaron los domínicos, encontrándose entre estos, incunables.La Biblioteca del Convento tiene alrededor de 25 mil libros, entre ellos varias colecciones bibliográficas de gran valor.
En la actualidad se encuentra en el espacio del antiguo comedor.

### Segundo Claustro
De construcción más sencilla, en una esquina se aprecia una escultura en mármol de Carrara que representa al Cristo de la Columna. Claustro compuesto por dos pisos; el primero presenta arcos de medio punto con almohadillones, y el segundo piso con balaustre de arcos trilobulados.

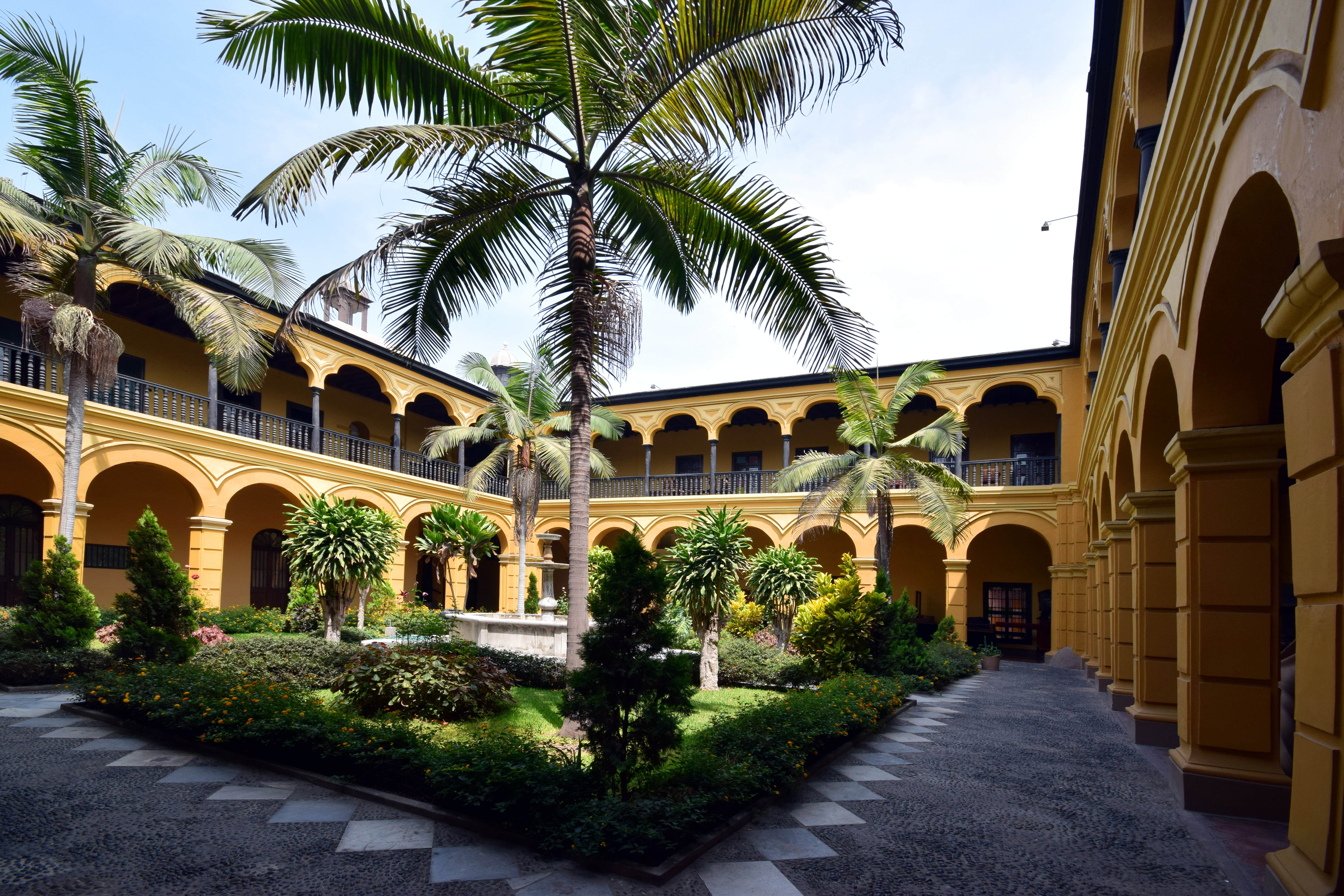
Patio del segundo claustro del Convento Santo Domingo.

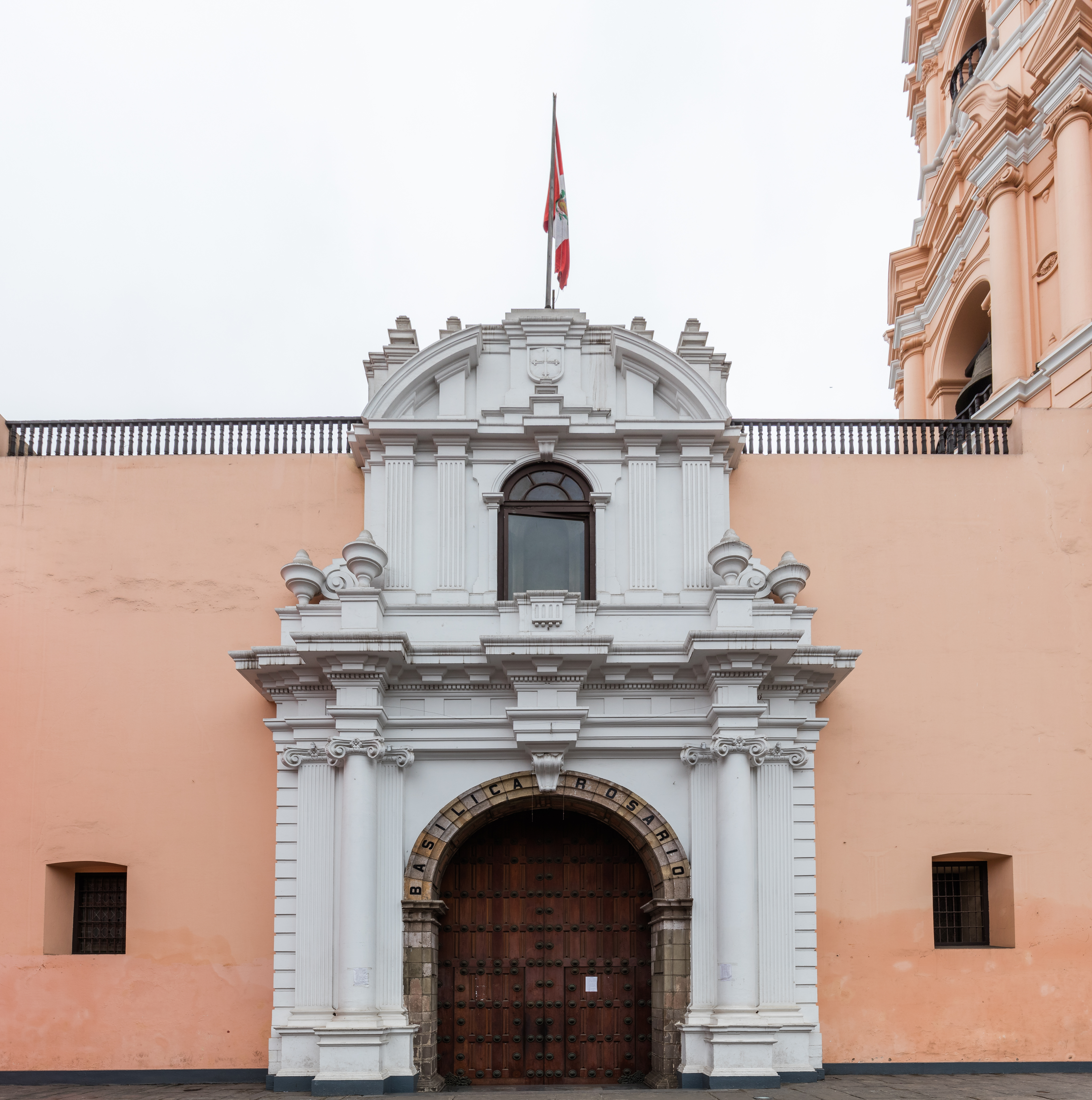
Fachada de la Basílica del Santísimo Rosario.

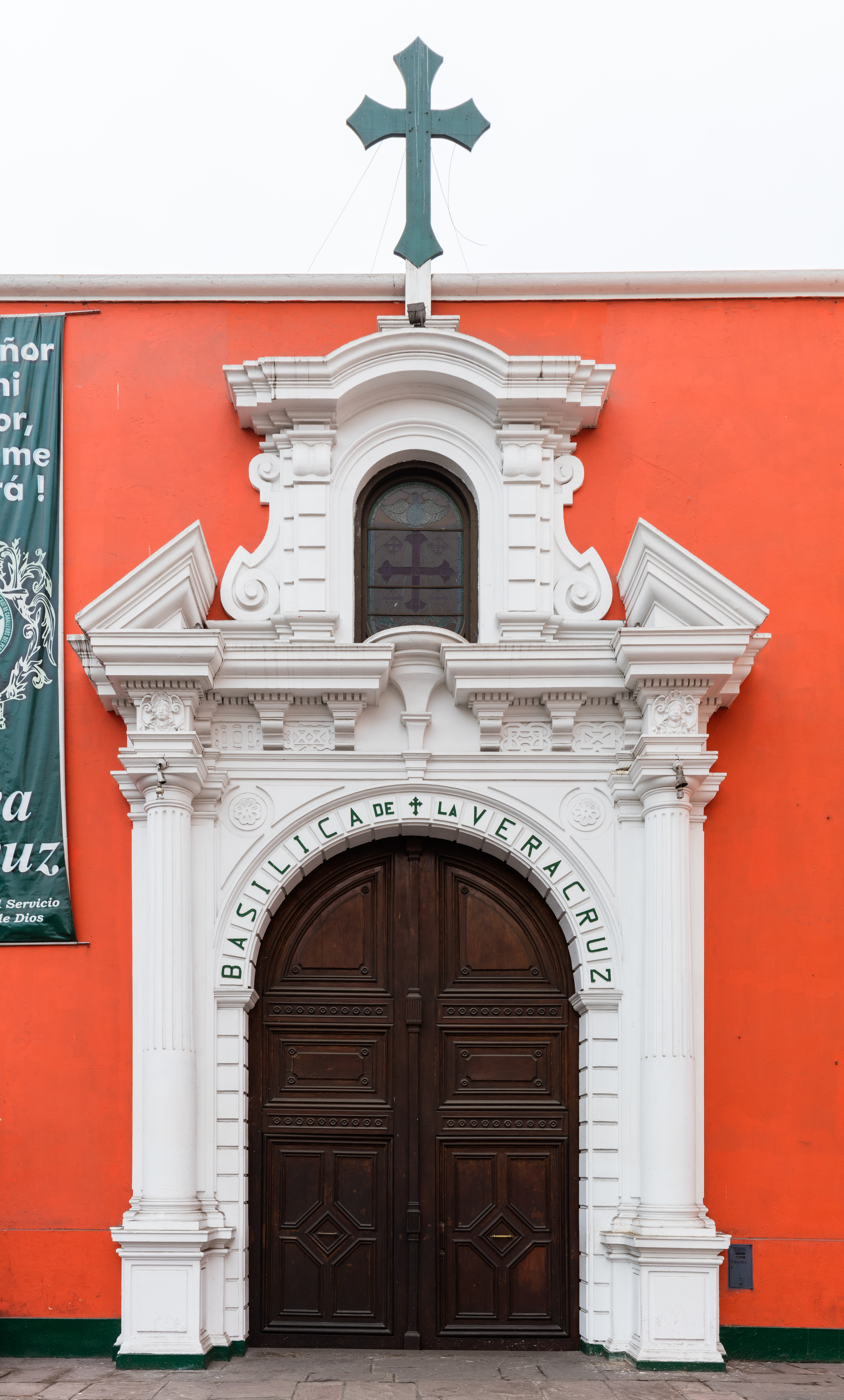
Fachada de la Basílica de la Vera Cruz.

### Capilla de San Martín de Porres
Lugar donde San Martín de Porres tuvo su celda quedando destruida por el sísmo de 1746. Debido a los fieles y donativos de la Iglesia, se construye una capilla en el lugar donde tuvo también su enfermería. Tiene un altar donde se venera su imagen, teniendo a sus costados a Santo Domingo y a San Francisco de Asís, y en la parte superior la Virgen del Rosario. En la sepultura descansan sus restos y una urna donde se conservan los maderos de su cama. En las paredes se pueden observar cuadros que representan los milagros de Martín. En la parte posterior de la Capilla se ubica su dormitorio. También destaca el Oratorio del santo, pequeño ambiente debajo de la escalera donde Martín frecuentemente oraba y era tentado por el demonio. Hoy se observa la gran cantidad de recuerdos que le traen sus fieles devotos. En lo alto se observa una cruz de madera con la cual se recuerda que en este mismo lugar San Martín alejó las tentaciones del maligno.

### Tumba de Santa Rosa de Lima

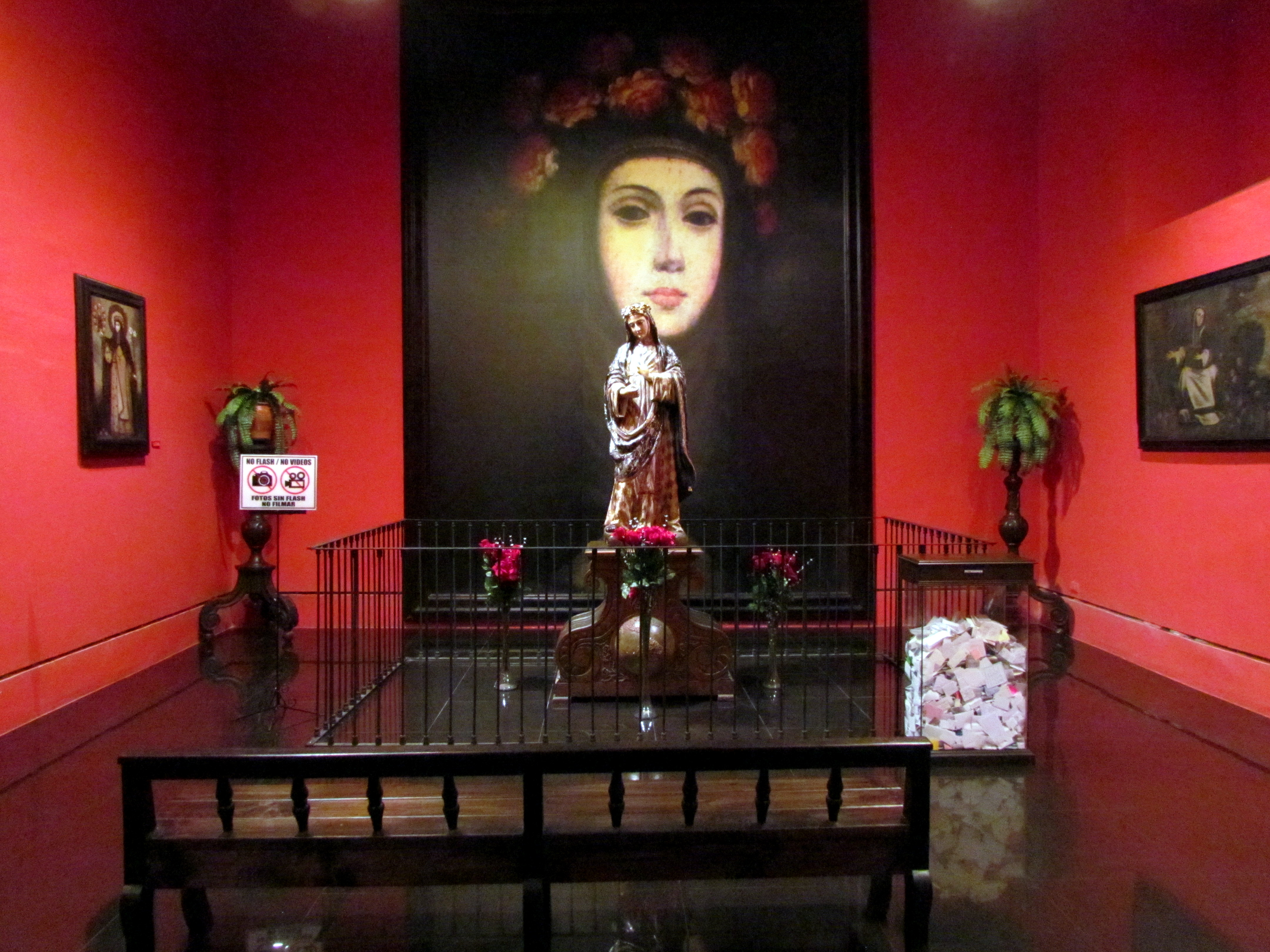
Una imagen ilustrativa de Rosa de Lima.

Ubicada en el lugar que fue un antiguo cementerio en donde fueron sepultados los primeros religiosos de la orden. Un osario de varios metros de profundidad donde se colocaban los huesos de la época. La sepultura de mármol donde fueron sepultados los restos de Santa Rosa de Lima, se encuentran al centro del ambiente que está decorado con mosaicos. En una placa recordatoria se lee textualmente: "Hago donación de mi cuerpo a mis hermanos Dominicos". Dicha frase explica el agradecimiento de haber pertenecido a la orden Terciaria Dominica.

## Colegio de Santo Tomás de Aquino
Corría el año 1892 cuando la Orden Dominica inauguró el colegio Santo Tomás de Aquino, junto al convento de Santo Domingo, en el centro de Lima. Ciento veinticinco años después, el colegio conserva su ubicación original: Pasaje Rinconada de Santo Domingo 209, y sigue teniendo un acceso directo desde su patio principal al convento.
Es el primero y único centro educativo limeño en ser fundado por los padres dominicos, siendo su primer director Fray Jordán Revilla. El colegio está marcado por la historia de la ciudad. En el jirón Camaná, la calle paralela al Pasaje Rinconada de Santo Domingo, se ubican las instalaciones del Correo de Lima y la iglesia Santo Domingo, a su vez, en la calle Conde de Superunda, a espaldas del colegio, está lo que fuera la casa de Correos y Telégrafos de Lima, actualmente Museo de la Gastronomía.
Los claustros del convento de Santo Domingo -que se separan del colegio tan solo por un portón- tienen una estrecha relación con la historia de la educación en Perú. Fue fundado en 1535 a la par que la ciudad de Lima. Allí se dieron las primeras clases de la que ahora es la Universidad Nacional Mayor de San Marcos (UNMSM), también conocida como la decana de América. El frontis del Santo Tomás de Aquino ha sido mudo testigo de cambios en la ciudad. Hace varias décadas existía frente al colegio un estacionamiento de autos; pero luego, el frontis fue invadido por comerciantes que formarían en ese lugar el centro comercial Polvos Azules.
En 1997, durante la gestión del alcalde Alberto Andrade, este centro sería reubicado y el espacio pasaría a ser la hoy Alameda Chabuca Granda.Otro cambio reciente de la infraestructura que rodea al colegio, fue la construcción del puente ‘Rayitos de Sol’, durante la gestión del exalcalde Luis Castañeda Lossio. Este puente conecta a la alameda Chabuca Granda con el paradero Santa Rosa en la vía de Evitamiento.
Hoy se viene construyendo una pista por debajo del río Rímac, ubicado frente al colegio, que es parte del proyecto Vía Parque Rímac, en la actual gestión edil de Susana Villarán.
Pero el Santo Tomás de Aquino ha variado también con el tiempo; en un inicio el colegio era solo de varones, y lo fue durante más de 100 años; solo a partir del año 1994 se aceptó el ingreso de mujeres, convirtiéndose en un centro educativo mixto.
Además, desde 2010, la licenciada Inés Rossi Rossi es la directora del plantel, un hecho que para el colegio aquinense es un hito en su historia, ya que desde su creación siempre había tenido solo directores y pertenecientes a la Orden Dominica.

## Historia

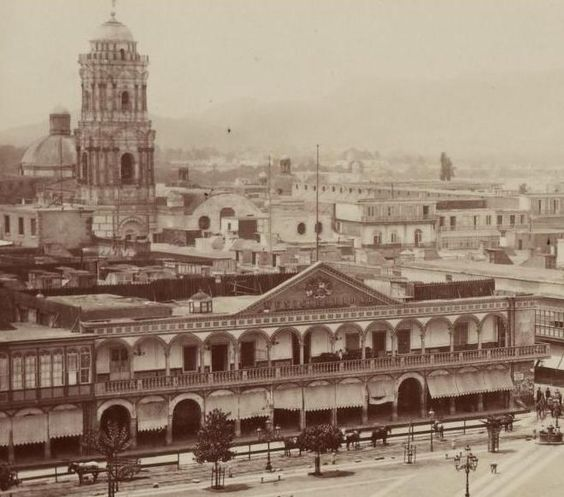
Una vista panorámica en el cual sobresalen la torre del Convento de Santo Domingo y el antiguo Palacio Municipal de Lima (1874).

La construcción del templo y el Convento de Santo Domingo llevó unos 50 años. Su construcción se inició durante la fundación de Lima y concluyó a fines del siglo XVI. Fue el provincial Fray Tomás de San Martín, quien comenzó a llevar a cabo la construcción del primer templo de la Orden, siendo posteriormente el superior Fray Sebastián de Ayllón quien recibió ayuda del Rey, dando término la obra en el año de 1578.
La primera edificación quedó destruida totalmente por el terremoto de 1678. A cargo del alarife dominico Diego Maroto se erigió una nueva iglesia y se reconstruyó el convento, que antes del terremoto de 1687 contaba con seis claustros y varios patios de servicio. Se reedificó la iglesia desde el crucero hasta el coro, se cambiaron los arcos y se amplió el número de ventanas. Como resultado, el templo adquirió amplitud, sencillez y uniformidad. Los materiales empleados en la construcción fueron el adobe, ladrillo y calicanto, entre otros. La quincha sirvió para aligerar el peso, hacer más flexible la estructura y aumentar la resistencia a los terremotos, tan frecuentes en esta región.
Tanto el terremoto de 1687 como el de 1746 requirieron nuevas modificaciones en el conjunto, como la reconstrucción de la torre, la portada principal de la iglesia y parte del convento, que incluyó cambios en la distribución de los claustros, que es la que actualmente se puede apreciar.

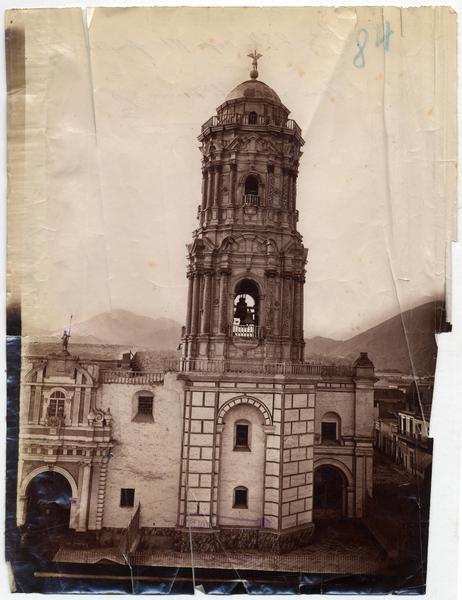
Torre principal de convento de Santo Domingo,
toma fotográfica realizado en 1902, aprox.

La iglesia fue elevada a la categoría de Basílica Menor en 1930. La estructura del templo fue dañada diez años después por un terremoto y reconstruida en los años posteriores. Años más tarde se perderían diversos ambientes y la huerta del convento, al demolerse la sección norte de la manzana, que daba al río Rímac.

## La plazuela
Se encuentra frente a al complejo religioso y tiene hacia un lado el busto de bronce al Dr. Augusto Pérez Aranibar, protector de la infancia y promotor de la Asistencia Social, fue inaugurada por el alcalde de Lima Luis Bedoya Reyes en 1965. En su parte central, y frente a la Iglesia de Santo Domingo, se halla un pequeño monumento en bronce "Un niño Lustrabotas". La plazuela se encuentra rodeada de un inmueble que data de la segunda mitad del siglo XIX, que presenta un balcón corrido en esquina tipo cajón, con celosía y vidriería constituyendo un ejemplo típico de la arquitectura republicana.

## Galería de imágenes

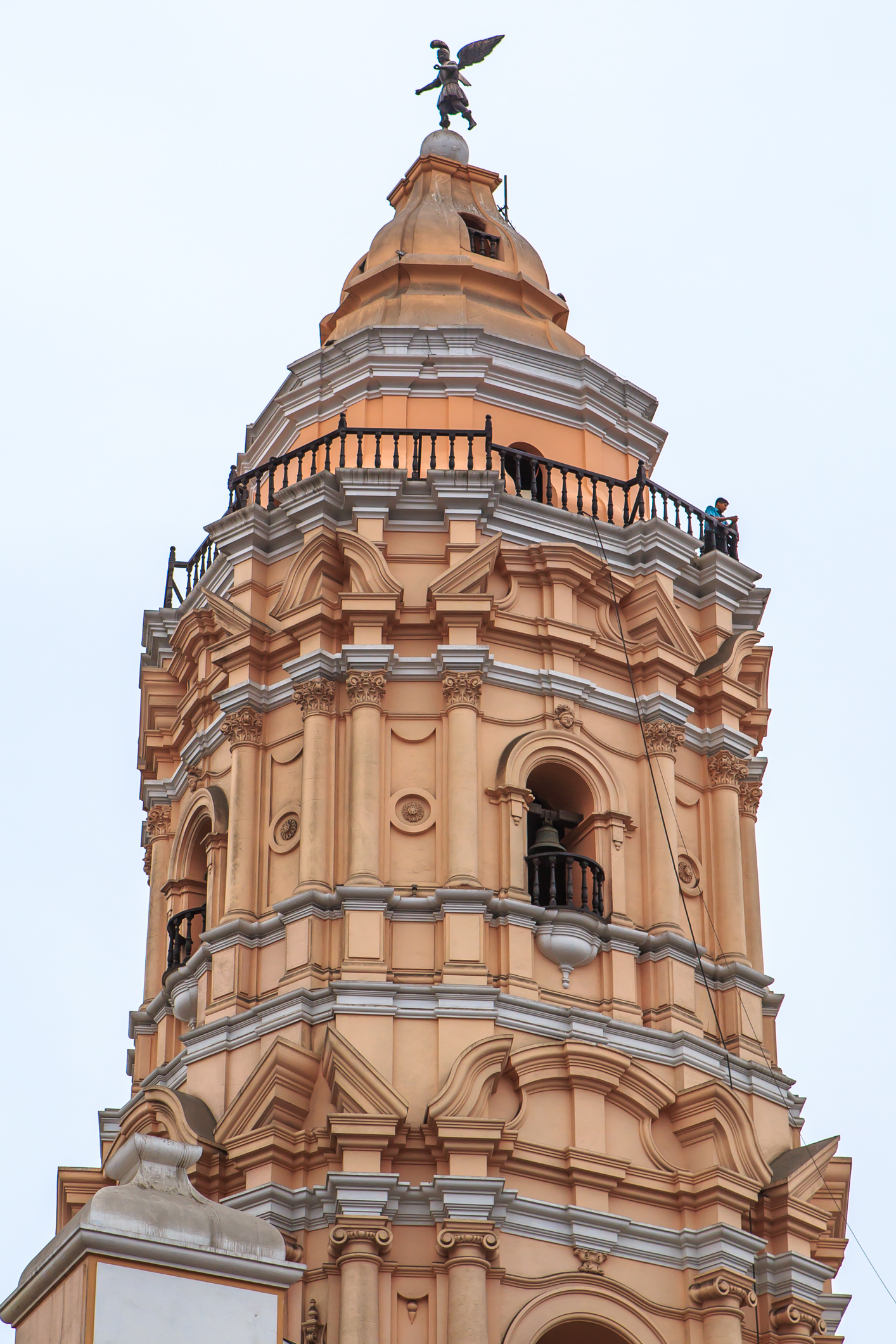
Torre principal, campanario y el ángel sobre la cima.
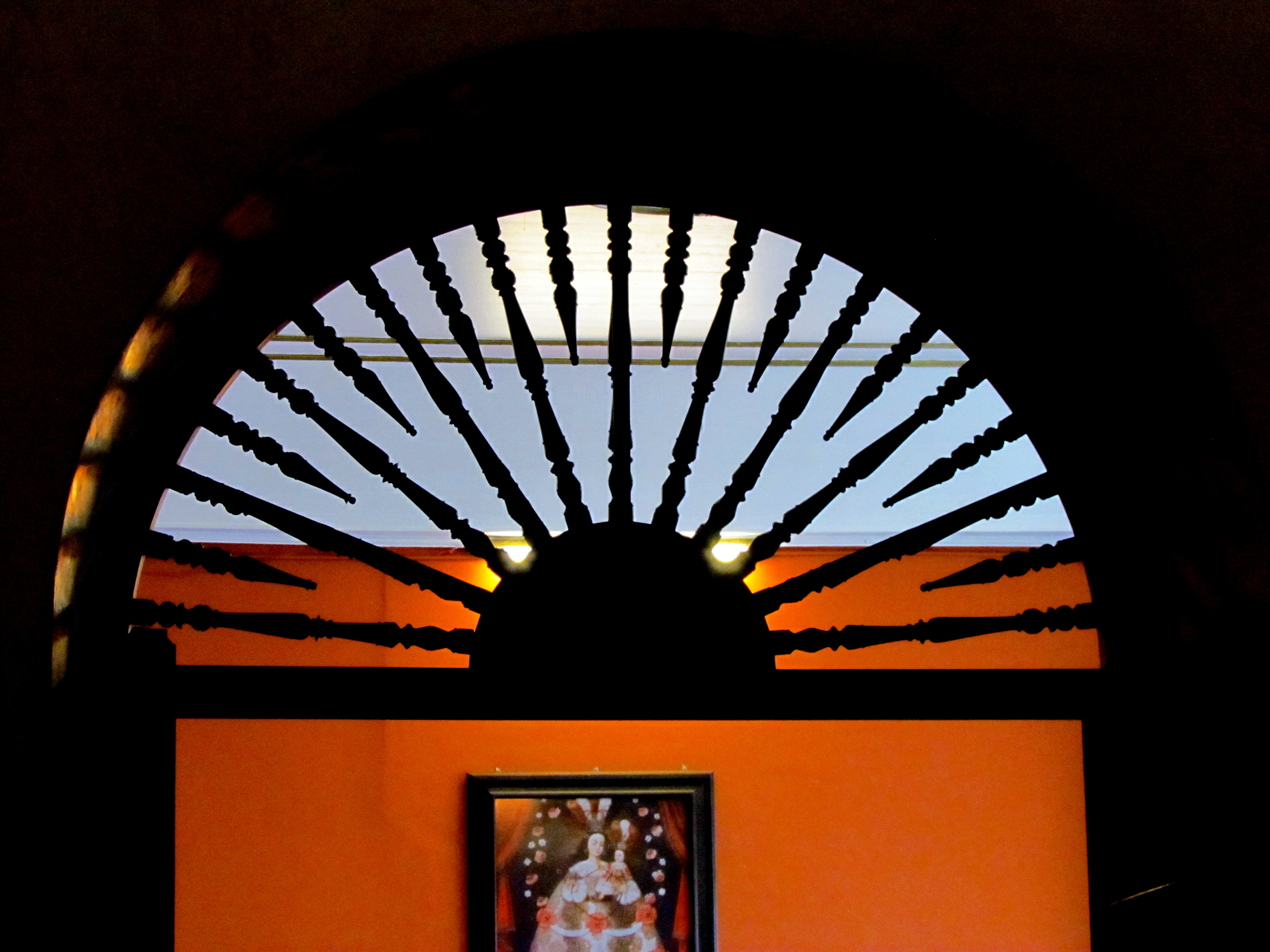
Portón y el arco tallado al interior del convento.
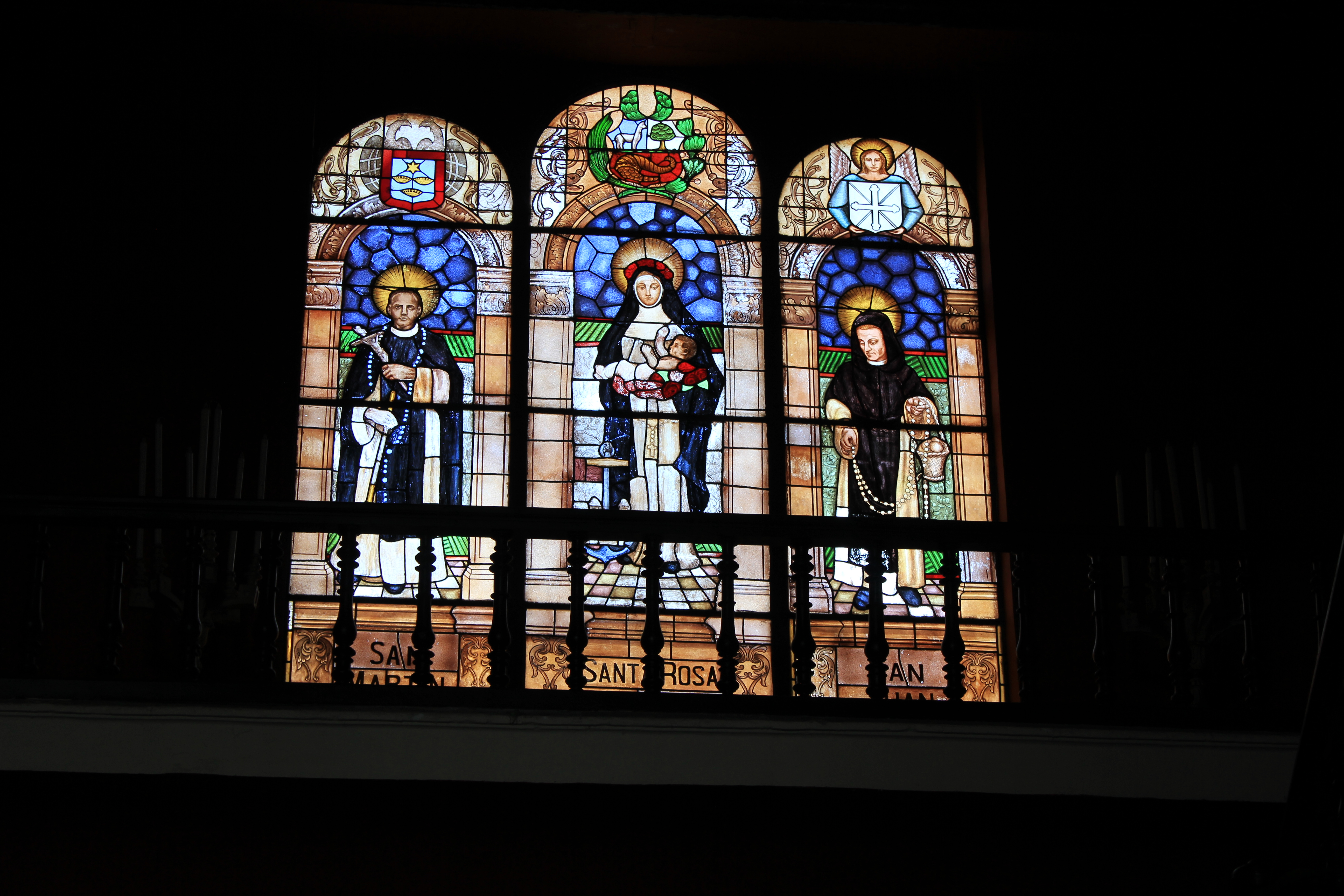
Un vitral tallado de Santa Rosa.
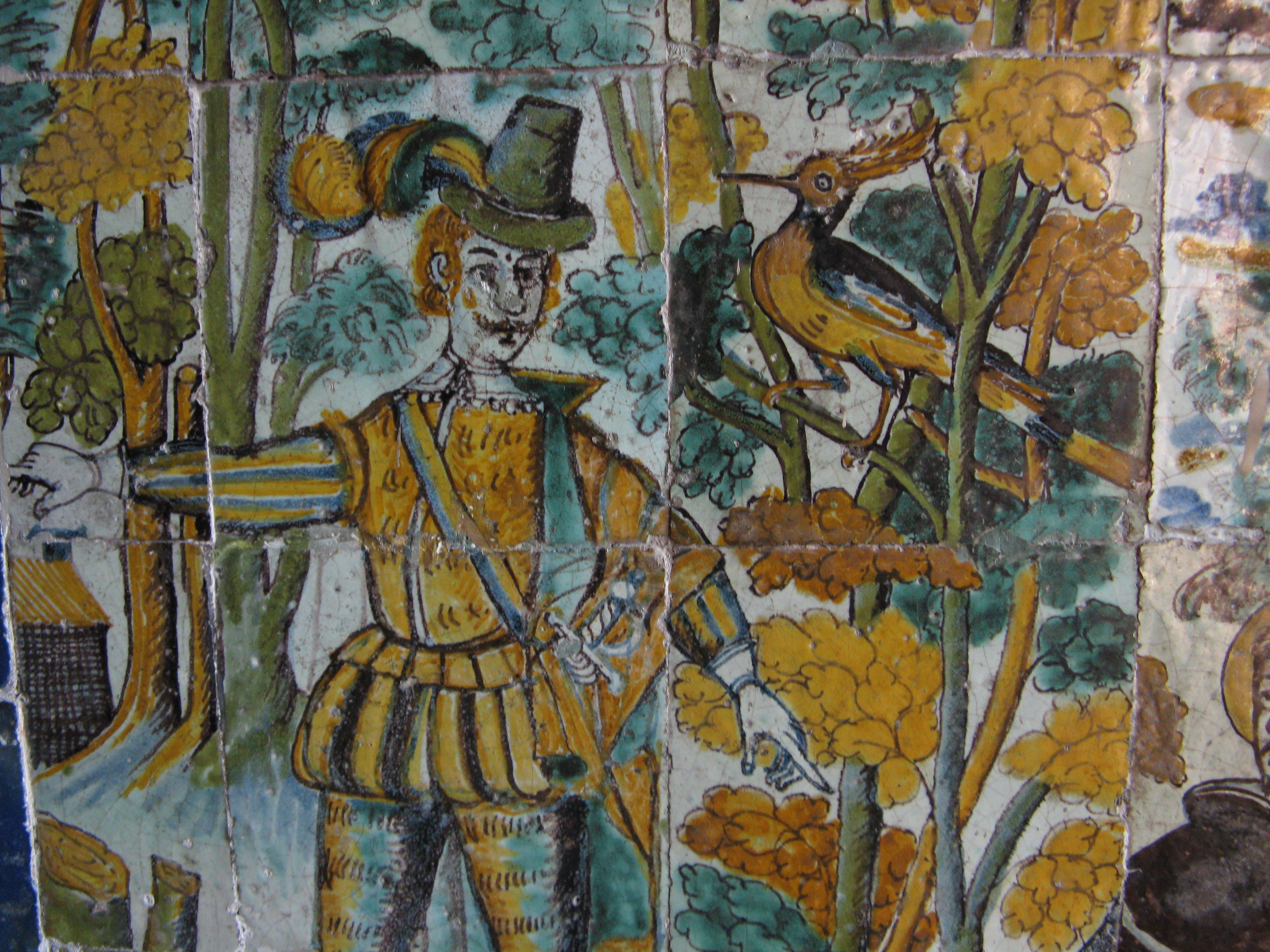
Azulejos sevillanos en el primer claustro de Santo Domingo, Lima, un detalle sobre la pared, circa.(1604 - 1606).
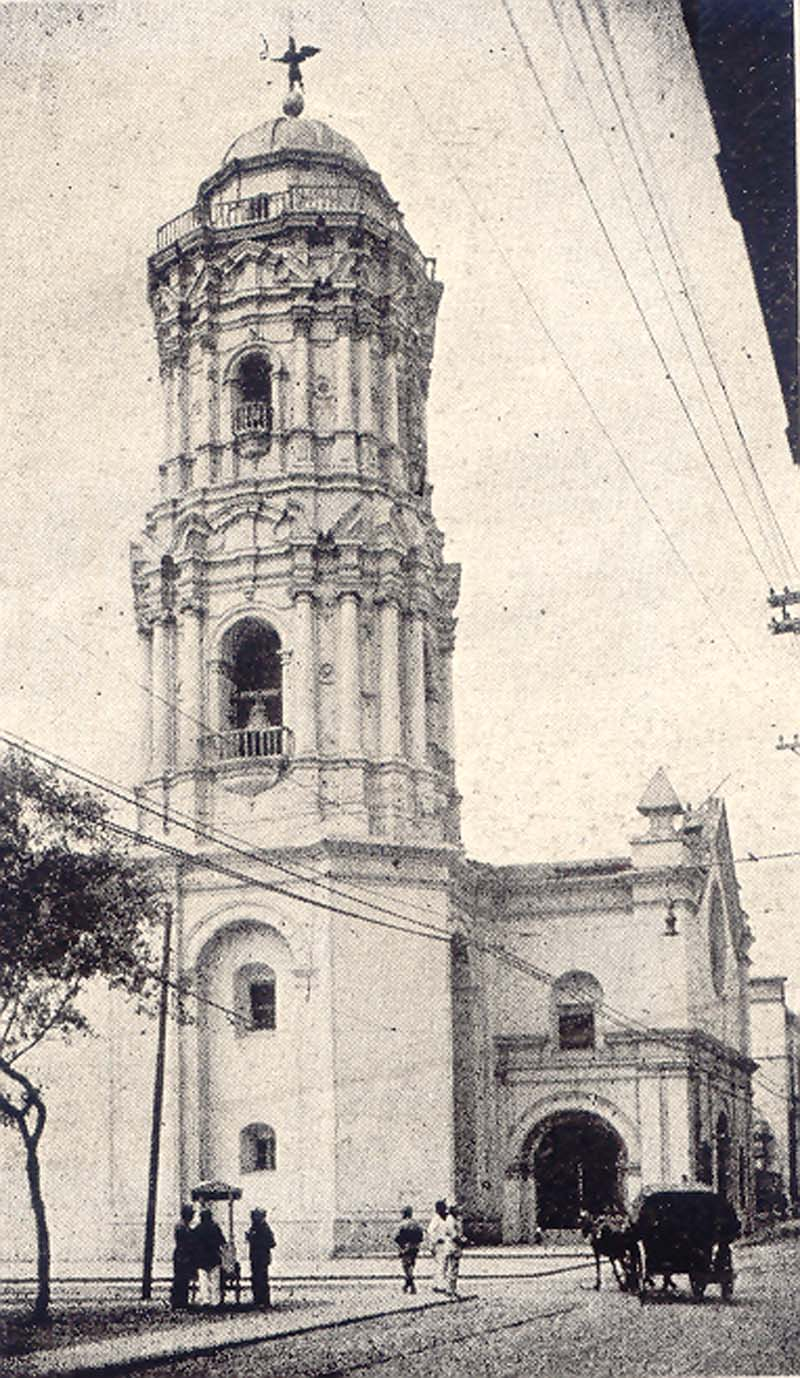
Torre del convento de Santo Domingo, toma fotográfica realizado en 1902, aprox.